# Cupido sperchius
Cupido sperchius är en fjärilsart som beskrevs av Felder 1860. Cupido sperchius ingår i släktet Cupido och familjen juvelvingar. Inga underarter finns listade i Catalogue of Life.